# TEJN
 For alternative betydninger, se Tejn (flertydig). (Se også artikler, som begynder med Tejn)
TEJN (født 1976) er en dansk gade- og billedkunstner, hvis nærmere identitet er ukendt.

## Kunstnerisk udvikling
TEJN begyndte sit kunstneriske arbejde som gadekunstner i 2007 og er siden, uden at have forladt sit oprindelige element, også rykket ind på gallerierne. TEJN har blandt andet udstillet i Lunchmoney Gallery, Aarhus,, på kunstmessen Art Herning, til kunstmekkaet Galore og på KØS, Museet for Kunst i Det Offentlige Rum (flere detaljer i den Engelske udgave af artiklen).

## Om kunstnerens værker
TEJNs jernskulpturer skabes af metalskrot, som han svejser sammen i figurative sfærer, der udtrykker narrative fortolkningsmuligheder.
Hans værker er ofte politiske eller filosoferende unikaprodukter,  placeret på steder hvor de kommunikerer i samspil med lokalområdet, som for eksempel hans billede af Christiansborg, sat op foran regeringsbygningen, med et "K3´er" stencileret henover, arbejderen der konstaterer, at "Det er de rige der har alle pengene", Guleroden der er flygtning fra grønthandleren, eller hans serie af meget forskellige "pæredanskere" på Nørrebro, som sætter fokus på, hvad det er at være dansk.
Mest kendt er TEJN for sit varemærke: "Lock Ons",  som er narrative skulpturer, der typisk er svejset i jern og monteret i gadebilledet,ofte med en gammel cykellås. Blandt disse kan nævnes figuren som, lænket med håndjern, rækker ud efter friheden i form af en boltsaks, kvinden ved havnemolen som, spejdende ud over havet, har ladt en hvalfangerharpun med et anker, eller den bemandede kampvogn som bliver stoppet af slangebøssebevæbnede aktivister.
Udover skulpturerne arbejder Tejn med installationskunst, grafik, stencil, frihåndstegning og paste up i gaderummet, illustrationer, og konceptkunst.

## Udstillinger og projekter

### 2009
- Interaktiv kunstudstilling "Play Along" På Galleri Rumkammerat, Kbh.
- Kunstprojekt "Wild at Westend" v. Galleri Rumkammerat, Kbh.
- Kunstudstilling "Galore 2009" i Valby Kulturhus.

### 2010
- Kunstudstilling i Galleri Helvetikat, Kbh.
- Interaktivt multietnisk kunst- og kulturprojekt ”Ungebazar” i Bazar Fyn.
- Street art kalender v. Streetheart, Kbh.
- Grafisk street art kalender i tunnel under Østerbrogade v. Helvetikat, Kbh.
- "Ode til Kastanjen", illustration til bog om Enghave Plads, Kbh.
- "Street Art Calendar '11" release-fernisering på Galleri Rumkammerat v. Katrine Ring, Kbh.
- Kunstudstilling "Puls Plus" i kunstbygningen Filosofgangen, Odense.
- Paste-up Workshop "Street Art Days" i Tapperiet, Køge.
- Udsmykning ved genåbningen af Stengade 30, Kbh.
- Pink Army "Artist Collaboration Against War" på Bolsjefabrikken, Kbh.
- Kunstudstilling "Familiealbum" i Galleri Rumkammerat, Kbh.
- Kunstudstilling "Galore 2010" i Valby kulturhus.
- Sponsor-kunstpremier til Dansk Firmaidræt v. Jette Dam.
- "Streetheart beats" på Enghave Plads v. Streetheart, Kbh.
- Kunstudstilling "Kredsløb" i Galleri Helvetikat, Kbh.
- "Street Art Calendar '10" – medvirkende i kunstkalender af Katrine Ring, Kbh.

### 2011
- Udstilling i Galleri Helvetikat, Kbh.
- Udstilling Galore 2011 i Valby kulturhus.
- Street art kalender, v. Streetheart Kbh.
- Street art workshop for billedkunstlærere.
- Skulptur og maleri sponsoreret til Det danske hus i Palæstina.
- Udstilling i Galleri Levins hus, Faaborg.
- Installation Ymerbrønden Flyttes i Faaborg.
- Udstilling Walk This Way på KØS Kunstmuseum, Museet for Kunst i Det Offentlige Rum, Køge.
- Udstilling i Galleri Helvetikat, Kbh.
- Udstilling BN Post it up Benevento, Italien.

### 2012
- "Welded Attitudes" i Lunchmoney Gallery, Aarhus.
- Stroke Urban Art Fair, München, Praterinsel
- "Absence Of a Leader" Cafe Morgenrot, Prenzlauer Berg, Berlin, Tyskland
- "Galore Underground Art Festival, Valby
- "Street Art The New Generation" Brandts Klædefabrik, Odense

### 2013
- Udstilling, "Best Before" i Lunchmoney Gallery, Aarhus.
- Art Herning, kunstmesse i Herning
- Udstilling "WAR",Hvidkilde Gods, BLANK FOBI Gallery.
- Kunstudstilling i Helligåndshuset, art community MULT, København.
- Foredrag i Aktivisme gennem kunst: "Art Across", København.
- Kunstudstilling "New Artworks in the collection" Museet for Kunst i Det Offentlige Rum, KØS, Køge.
- Faaborg Kunstuge.
- ”Galore 2013”, Valby kulturhus, København.
- Kunstudstilling: "Gaden gir...", Hvidkilde Gods, BLANK FOBI Gallery.
- "Urban Art Clash", PLATOON KUNSTHALLE, Berlin.
- Lunchmoney Gallery, Aarhus.